# エリザベス・シーモア (サマセット公爵夫人)

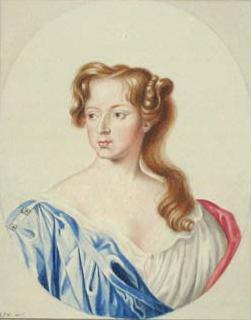
サマセット公爵夫人エリザベス・シーモア

サマセット公爵夫人エリザベス・シーモア（Elizabeth Seymour, Duchess of Somerset, 1667年1月26日 - 1722年11月24日）は、イギリスの女性貴族で旧姓はエリザベス・パーシー（Elizabeth Percy）。莫大な資産家であったことから3回も結婚、2回目の結婚でスキャンダルに巻き込まれた。ジョナサン・スウィフトから風刺で激しく非難されたことでも知られる。

## 生涯
1667年、ノーサンバランド伯ジョスリン・パーシーとサウサンプトン伯トマス・リズリーの娘エリザベスの1人娘として生まれたが、1670年に父が亡くなりパーシー家の男系が途切れ、僅か3歳のエリザベスにイングランド北部ノーサンバランド州のアニック・カースル・ロンドンのサイオン・ハウス・ノーサンバーランド・ハウス・南部ウェスト・サセックスのペットワース・ハウスを始めパーシー男爵位・所領が相続、これらの財産を巡り多くの縁談が舞い込んでいった。
1679年、12歳でニューカッスル公ヘンリー・キャヴェンディッシュの息子のオグル伯ヘンリー・キャヴェンディッシュと結婚したが、翌1680年にオグル伯は急死、1681年にトマス・シンと再婚したが、オランダに出奔して駐蘭大使ウィリアム・テンプルに匿われた。トマスは翌1682年にエリザベスに求婚していたスウェーデン貴族カール・ヨハン・フォン・ケーニヒスマルクの刺客に暗殺、ケーニヒスマルクはイングランドから大陸へ逃亡した。この時エリザベスはケーニヒスマルクにトマス殺害を依頼したと疑われ、以後殺人者という汚名が付きまとうことになる。
1682年にイングランドへ帰国してサマセット公チャールズ・シーモアと3回目の結婚を行いサマセット公爵夫人となり、パーシー家の資産はシーモア家が獲得してチャールズは資産家にのし上がった。のみならず、イングランド女王メアリー2世の妹アンと親密になり、1692年にメアリー2世とアンが絶交すると夫と共にアンを保護してサイオン・ハウスを提供、マールバラ公ジョン・チャーチルとサラ・ジェニングス夫妻、シドニー・ゴドルフィンと共にアンを支え、1694年にメアリー2世が、1702年にウィリアム3世が死去してアンが女王になると女官に取り立てられた。
1711年にサラに代わり衣服係女官に任命され、サラの従妹アビゲイル・メイシャムと共にアンの側近として重用された。一方、夫は閣僚から追放され野党に転落したが、エリザベス自身はアンの下に留まり、1714年にアンが亡くなると衣服係女官を辞任、1722年に55歳で死去。パーシー家の領土は息子のアルジャーノン・シーモアを通して相続、孫娘エリザベスと結婚したヒュー・スミソンがパーシー家に復姓してノーサンバランド伯家は復活、ヒューの代で公爵に昇格してノーサンバランド公家として現在も続いている。
ジョナサン・スウィフトはエリザベスをアンの側近であることから警戒し、1712年に戯詩「ウィンザーの予言」でエリザベスを「殺人者」「にんじん」（エリザベスが赤髪だったことから出た侮辱）などと非難したためアンの怒りを買い出世の道を断たれた。スウィフトが非難に及んだ理由はエリザベスがアンを通して政局を思いのままにすることを恐れていたからだったが、エリザベス自身は温和でアンとは政治的な配慮がない個人的な信頼関係に終始していたため、死の直前までアンから信用されていた。スウィフトにはこうした事情が分からず失脚に繋がったが、1709年にエリザベスを保護していたテンプルの回想録を巡るトラブルもエリザベスへの非難に及んだ理由とされ、回想録にエリザベスの身内を非難している箇所があったにもかかわらず出版に踏み切り、エリザベスに根に持たれたことをスウィフトが内心恐れていたからとされている。

## 子女
サマセット公爵チャールズとの間に4人の子を儲けた。
1. アルジャーノン（1684年 - 1750年） - 第7代サマセット公爵、初代ノーサンバランド伯爵
2. エリザベス（1685年 - 1734年） - 第8代トモンド伯爵ヘンリー・オブライエンと結婚
3. キャサリン（1693年 - 1731年） - 第3代準男爵サー・ウィリアム・ウィンダムと結婚
4. パーシー（1696年6月3日 – 1721年7月4日） - 庶民院議員、生涯未婚[3]
5. アン（1709年 - 1722年） - 第3代リーズ公ペレグリン・オズボーンと結婚